# Reinhold Illing
Reinhold Illing (* 16. April 1884 in Kupferberg, Bezirk Komotau, Österreich-Ungarn; † 18. Oktober 1971 in Merkstein) war ein erzgebirgischer Mundartdichter, Komponist und Unternehmer.

## Leben und Wirken
Illing stammt aus Kupferberg, das 1918 an die Tschechoslowakei gelangte und wo er ein Unternehmen besaß. Bekannt wurde er durch seine mundartlichen Gedichte, Geschichten und Theaterstücke, aus denen urwüchsiger Humor und tiefe Heimatliebe sprechen. Die Schönheit des Erzgebirges hat er auch teilweise in seinen Liedern für Männer-, Frauen- und gemischten Chor besungen. Nur ein kleiner Teil seines vielseitigen Schaffens wurde publiziert, darunter drei Liederhefte und 14 Liedpostkarten. Das Heimatwerk Sachsen berief ihn in Anerkennung seiner wertvollen Volkstumsarbeit in den „Anton-Günther-Ring“.